# Nutrija
Nutrija ali bobrovka (znanstveno ime Myocastor coypus) je velik rastlinojedi glodavec, edini predstavnik rodu Myocastor in družine Myocastoridae. Živi v vodi ali na obvodnih področjih, najdemo pa jo lahko v Severni in Južni Ameriki, Evropi, Afriki in Aziji. Po videzu spominja na veliko podgano; odrasle živali tehtajo med 5 in 9 kg ter merijo od 40 do 60 cm v dolžino brez repa, ta meri dodatnih 30 do 45 cm. Nutrije imajo grobo dlako temno rjave barve s svetlim predelom okrog smrčka. Najlaže jih je prepoznati po živo oranžnih sekalcih in plavalni kožici na zadnjih nogah.
Nutrija je podobna pižmovki, od katere se na pogled loči predvsem po tem, da je večja in ima okrogel rep ter po tipičnih sekalcih oranžne barve.
Vrsta izvira iz zmernih predelov Južne Amerike, kjer so jo zaradi lova z namenom pridobivanja kožuha skoraj iztrebili. Zato je konec 19. stoletja nastalo več farm nutrij, najprej v Argentini, kasneje pa tudi v Severni Ameriki, Evropi in Aziji. Živali, ki so ušle s teh farm, so se pričele v novem okolju uspešno razmnoževati in postale marsikje nadloga, saj zaradi agresivnosti še danes izrivajo avtohtone vrste, uničujejo obrežno rastlinje in povzročajo škodo na zgradbah. Nutrijo zato na teh območjih obravnavamo kot invazivno vrsto in v več državah so bile tarča obsežnih programov iztrebljanja.

## Nutrija v Sloveniji
Kot invazivna živalska vrsta se je nutrija razširila tudi v Sloveniji, in sicer na območju Ljubljane, kjer je prisotna že od leta 1930, po pobegu s farm za pridelavo kožuha. Njihovo število narašča in v zadnjih desetletjih so vse bolj prisotne tudi na Ljubljanskem barju. Zaradi zaščite naravnega okolja ter domorodnih rastlinskih in živalskih vrst je ministrstvo za kmetijstvo, gozdarstvo in prehrano leta 2023 izdalo odločbo o odvzemu nutrij iz naravnega okolja na območju Krajinskega parka Ljubljansko barje. Odločba je v skladu z uredbo Evropske unije iz leta 2014, ki opredeljuje omejevanje invazivnih vrst. Na seznam vrst, ki jih morajo članice omejevati oziroma iztrebljati, so uvrstili tudi nutrijo. Proces odvzema bo trajal več let.